# Bland-Allison Act
Bland-Allison Act eller Bland bill var en amerikansk lov af 28. februar 1878, opkaldt efter forslagsstilleren Richard P. Bland. Loven, hvis formål var at hæve sølvets pris, gik ud på, at der hver måned skulle udmøntes mindst 2 og højst 4 millioner sølvdollars. De prægede mønter blev for størstedelen liggende i skatkammeret og repræsenteredes i cirkulationen af sølvcertifikater. Da det ved Bland bill tilsigtede formål ikke blev opnået, men sølvets værdi vedblev at synke, afløstes den under 14. juli 1890 af den senere ophævede Sherman Silver Purchase Act.